# Osanna
Osanna est un groupe de rock psychédélique / rock progressif italien. 

## Origine
Le groupe est originaire du quartier Vomero de Naples. Il est composé de  Lino Vairetti (voix), Danilo Rustici (guitare), Massimo Guarino (batterie), Lello Brandi (basse), issus du premier line-up du groupe Città Frontale et Elio D'Anna (it) (flûte et saxo), ancien membre des Showmen. Osanna fait partie des premiers groupes à se présenter de manière théâtrale dans leurs spectacles, mettant en vedette des costumes et des visages maquillés.

## Production artistique
Après le premier album L'uomo (it), ils réalisent la bande originale du film Milan calibre 9 . En 1972, ils font une tournée nationale en Italie aux côtés de Genesis. Leur album suivant, Palepoli (1972), est considéré comme l’un des plus aboutis du mouvement rock progressif italien caractérisé par une composition fantaisiste mélangeant les sons napolitains et méditerranéens avec des éléments modernes du rock progressif, guitare et mellotron.
En 1974, malgré les dissensions entre les membres du groupe, ils  sortent Landscape of Life (it), auquel participait le futur producteur de rock et pop Corrado Rustici (it). Le groupe se sépare puis se reforme en 1977 sans D'Anna, remplacé par le claviériste Fabrizio D'Angelo, tandis que le rôle de bassiste est repris par Enzo Petrone. Avec ce line-up, ils sortent Suddance en 1978, dont une grande partie des paroles est en en napolitain.
Osanna est dissoute à nouveau en 1979.

## Réformation
Osanna se reforme en 1999, réalisant l'année suivante le LP Taka boom , reprenant d'anciens succès et quelques nouvelles chansons. La production suivante est  Prog Family, sous le nom de Osanna / Jackson, mettant en vedette des personnalités de l’histoire du rock progressif, comme le saxophoniste de Van der Graaf Generator, David Jackson , David Cross King Crimson, Balletto di Bronzo Gianni Leone (it) et d'autres. 
Avec David Jackson, le groupe publie un single, A zingara / L'uomo, puis avec David Jackson et Gianni Leone, il contribué à  Prog exposition  avec huit morceaux live. 

## Discographie
- L'uomo (1971)
- Preludio Tema Variazioni e Canzona (mieux connu sous le nom de Milano Calibro 9, 1972) - Publié aux États-Unis par Cosmos de Neil Kempfer-Stocker.
- Palepoli (1973)
- Landscape of Life (it) (1974) - Publié aux États-Unis par l'intermédiaire de  Cosmos de Neil Kempfer-Stocker.
- Suddance,  (1978)
- Taka boom, Afrakà (2001, anthologie avec de nouvelles chansons)
- Live - Uomini e Miti (live, 2003)
- Prog Family (2008, comme Osanna Jackson)
- Il Diedro Del Mediterraneo (2021)